# Дейвид Пейт
Дейвид Пейт (на английски: David Pate) е американски тенисист. 

## Биография
Дейвид Пейт е роден на 16 април 1962 г. в Лос Анджелис, Калифорния. Баща му Чък Пейт е учител на професионалния шампион Панчо Гонзалес, който му намира работа като треньор в хотел „Сизър Палас“ в Лас Вегас. Братята на Дейвид, Джак и Чък младши, също играят тенис, Джак за Тексаския християнски университет, а Чък за университета Бригъм Йънг.

## Кариера
Дейвид Пейт печели две титли на сингъл и осемнадесет титли на двойки през кариерата си. Той достига най-високо класиране на сингъл, като световен номер 18 през юни 1987 г. и ставана световен номер 1 в ранглистата на двойки, през януари 1991 г. Най-големият му успех е през 1991 г., когато печели титлата на Откритото първенство на Австралия на двойки заедно със своя сънародник Скот Дейвис и достига финал на двойки на Откритото първенство на САЩ същата година.

## Кариерна статистика

### Финали на сингъл (2 титли; 6 финала)
|        | П–З | Година | Турнир             | Клас     | Настилка  | Опонент       | Резултат           |
| ------ | --- | ------ | ------------------ | -------- | --------- | ------------- | ------------------ |
| Загуба | 0–1 | 1984   | Хавай Оупън        | Гран Гри | Твърда    | Марти Дейвис  | 1–6, 2–6           |
| Победа | 1–1 | 1984   | Япония Оупън       | Гран Гри | Твърда    | Тери Мур      | 6–3, 7–5           |
| Загуба | 1–2 | 1985   | Индиън Уелс Оупън  | Гран Гри | Твърда    | Лари Стефанки | 1–6, 4–6, 6–3, 3–6 |
| Загуба | 1–3 | 1987   | Чигаго Гран При    | Гран При | Килим (з) | Тим Майот     | 4–6, 2–6           |
| Загуба | 1–4 | 1987   | Япония Оупън       | Гран Гри | Твърда    | Стефан Едберг | 6–7(2–7), 4–6      |
| Победа | 2–4 | 1987   | Лос Анджелис Оупън | Гран Гри | Твърда    | Стефан Едберг | 6–4, 6–4           |